# Brachirus aspilos
Brachirus aspilos är en fiskart som först beskrevs av Pieter Bleeker 1852.  Brachirus aspilos ingår i släktet Brachirus och familjen tungefiskar. Inga underarter finns listade.